# Yi (Ji Xie, Zhou-König)
Yi, König von Zhou oder Yih, König von Chu (chinesisch: 周夷王; Pinyin: Zhōu Yí Wáng) war der neunte König der chinesischen Zhou-Dynastie. Er regierte von 865 v. Chr. bis 858 v. Chr.

## Leben
Yi gehört neben Gong, Xiao und Yi zu jenen Königen, über deren Regierungsperiode nur sehr wenig bekannt ist. Yi, dessen persönlicher Name Xie (燮, xiè) war, wurde von den dem Zhou-Haus treuen Herren eingesetzt, nachdem wahrscheinlich Xiao den Thron usurpiert hatte. Diese Wiederherstellung der regulären Thronfolge war jedoch nur eine vorübergehende Lösung der Konflikte im Königshaus.
Die Bambusannalen berichten, dass Yi Qi Ai Gong, den Herrscher des Staates Qi, durch Kochen in einem Kessel hinrichten ließ. Davor war die Zhou-Armee in Qi einmarschiert, um einen Nachfolgekonflikt zu lösen. Dies gilt als Zeichen für die verfallende Autorität des Hauses Zhou. Kurz darauf griff Chu von Süden her an und gelangte bis E (heutiges Nanyang), von wo aus es die beiden Zhou-Hauptstädte Zongzhou und Chengzhou bedrohen konnte. Zhou war erst in der Lage zurückzuschlagen, als Chengzhou für die Chu-Truppen schon in Reichweite lag, und Wu Gong persönliche Truppen bereitgestellt hatte. Die Sechs Westlichen Armeen und Acht Yin-Armeen der Zhou waren nicht genug, um Chu zurückzudrängen.
Yi starb im Jahr nach dem Krieg mit Chu. Sein Sohn Hu bestieg den Thron als Li in sehr jungem Alter.